# Euphorbia cylindrifolia
Euphorbia cylindrifolia ist eine Pflanzenart aus der Gattung Wolfsmilch (Euphorbia) in der Familie der Wolfsmilchgewächse (Euphorbiaceae).

## Beschreibung

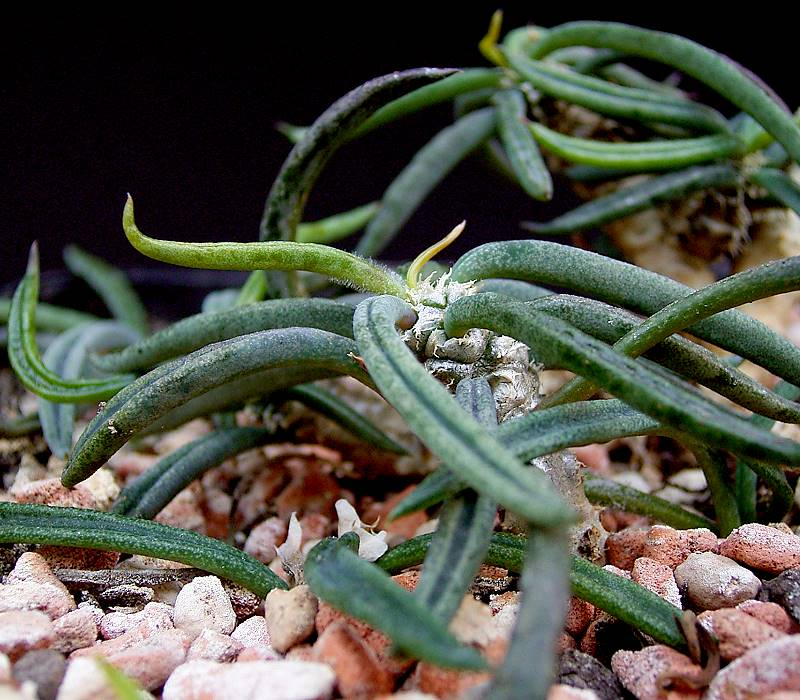
Euphorbia cylindrifolia subsp. cylindrifolia

Die sukkulente Euphorbia cylindrifolia bildet unterirdische, wurzelnbildende Ausläufer aus, die in senkrechten Trieben enden. Diese erreichen Durchmesser von 5 Millimeter, werden bis 15 Zentimeter hoch und sind nur wenig verzweigt. Die dicklichen Blätter stehen an den Triebspitzen und werden bis 2,5 Zentimeter lang. Sie sind stielrund und haben einen Durchmesser von 3 Millimeter. An der Blattoberseite wird eine tiefe Rinne ausgebildet. Die Nebenblätter stehen in dicht gedrängt spiralig am Trieb und spalten sich auf in membranartige, bis 2 Millimeter dicke Haare. Sie sind kurzlebig und fallen später ab.
Es werden endständige und einfache Cymen ausgebildet, die sich an bis zu 3 Zentimeter langen Blütenstandstielen befinden. Die nickenden Hochblätter werden etwa 7 Millimeter lang und 6 Millimeter breit. Sie umhüllen die Cyathien und sind gelblich rosa gefärbt. Die Cyathien erreichen etwa 2 Millimeter im Durchmesser und die elliptischen Nektardrüsen sind gelb gefärbt. Die stumpf gelappte Frucht wird etwa 4 Millimeter groß. Über den Samen ist nichts bekannt.

## Verbreitung und Systematik
Euphorbia cylindrifolia ist im Südosten von Madagaskar im trockenen Dornenbuschland verbreitet.
Die Art steht auf der Roten Liste der IUCN und gilt als stark gefährdet (Endangered).
Die Erstbeschreibung der Art erfolgte 1961 durch Julien Marnier-Lapostolle und Werner Rauh.
Es werden folgende Unterarten unterschieden:
- Euphorbia cylindrifolia subsp. cylindrifolia
- Euphorbia cylindrifolia subsp. tuberifera Rauh (1963)
im Unterschied zur Stammart wird eine knollige, bis 10 Zentimeter große Wurzel mit einer abgeflachten Oberseite ausgebildet; weiterhin werden mehrere Triebe aus der Knollenspitze ausgetrieben, die bis 15 Zentimeter hoch werden; es sind keine Ausläufer vorhanden. In der Fachliteratur wird vermerkt, das die Unterart möglicherweise nicht von der Stammart zu unterscheiden ist, das die Stammart als Sämling ebenfalls eine Knolle ausbildet.